# Єлена Великобританська
Єлена Августа Вікторія Великобританська (англ. Helena Augusta Victoria of the United Kingdom), також Єлена Саксен-Кобург-Готська (англ. Helena of Saxe-Coburg and Gotha), (25 травня 1846 — 9 червня 1923) — британська принцеса з Саксен-Кобург-Готської династії, донька королеви Великої Британії Вікторії та принца-консорта Альберта Саксен-Кобург-Готського, дружина принца Шлезвіг-Гольштейнського Крістіана. Перекладачка. Дама кількох орденів.

## Біографія

### Дитинство та юність
Народилася 25 травня 1846 року у Букінгемському палаці в Лондоні п'ятою дитиною та третьою донькою в родині британської королеви Вікторії та її чоловіка Альберта Саксен-Кобург-Готського. Батько в листі до свого брата Ернста повідомляв, що дівчинка народилася «зовсім синьою, але зараз із нею все ґаразд», додавши що дружина «страждала довше та сильніше, ніж у попередні рази, і їй доведеться залишатися у спокої, аби відновитись». Хрестини новонародженої відбулися 25 липня 1846 у приватній каплиці Букінгемського замку. Хрещеними батьками стали великий герцог Мекленбург-Стреліцу, герцогині Орлеанська та Кембриджська.  Ім'я Єлена дівчинка отримала на честь хрещеної матері Єлени Орлеанської, Августа — на честь герцогині Кембриджської, та Вікторія — на честь бабусі з материнського боку.

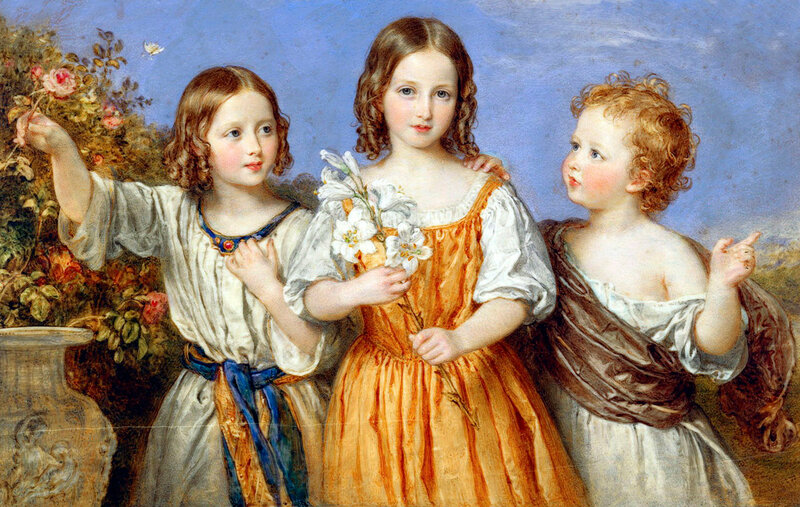
Єлена (в центрі) з сестрою Луїзою та братом Артуром, 1852

Дівчинка мала старших сестер Вікторію й Алісу та братів Альберта й Альфреда. Згодом сімейство поповнилося чотирма молодшими дітьми. Найбільш близькою Єлена була до брата Альфреда, який вважав її своєю улюбленою сестрою. Сімейним прізвиськом принцеси було німецьке ймення Хеленхен, згодом скорочене до Ленхен.
Принцеса рано виявила риси характеру, які характеризували її протягом усього життя: була надзвичайно слухняною, доброю до всіх, кого знала, і відданою своїй сім'ї та друзям. Разом із тим, могла відреагувати на піддражнення брата, вдаривши його в ніс.
Змалку була відома талантом до малювання та гри на фортепіано, хоча згодом досягнення сестер перевершили її здобутки. Полюбляла їзду верхи та катання на човні. Цікавилася наукою та технологіями.
Як і всі діти правлячої пари, отримала освіту за програмою, розробленою батьком та його близьким другом бароном Стокмаром, до якої входили ведення домашнього господарства, приготування їжі, садівництво та теслярська справа, а також щоденні уроки англійської, французької та німецької мов. Правляче подружжя прагло максимально усунути своїх дітей від придворного життя та придбало з цією метою Осборн-Хаус на острові Уайт. Поряд із головною будівлею Альберт побудував для своїх дітей котедж у швейцарському стилі з невеликою кухнею та столярною майстернею. Саме у цьому будинку королівські нащадки навчалися ручної праці та практичного життя. Повсякденний гардероб принців і принцес складався з одягу для середнього класу, спали вони у бідно мебльованих, слабко опалюваних спальнях. Принц-консорт уважно стежив за їхніми успіхами, сам давав їм деякі уроки, а також проводив час, граючи з ними.
У 1858 році старша сестра Єлени, Вікторія, від'їхала до Пруссії, ставши дружиною принца Фрідріха. Навесні 1861 року пішла з життя її бабуся Вікторія, що стало для матері важким ударом. Після того ж як у грудні 1861 року не стало й батька, двір загалом поринув у жалобу. Єлена була надзвичайно засмучена; у січні вона писала одному з друзів: «те, що ми втратили, ніщо та ніколи не зможе замінити, і наше горе — найгірше... я любила тата, я любила його найбільше на землі, його слово було самим священним законом, і він був мені помічником і радником... години поруч із ним були найщасливішими у моєму житті, і тепер це все закінчилося».

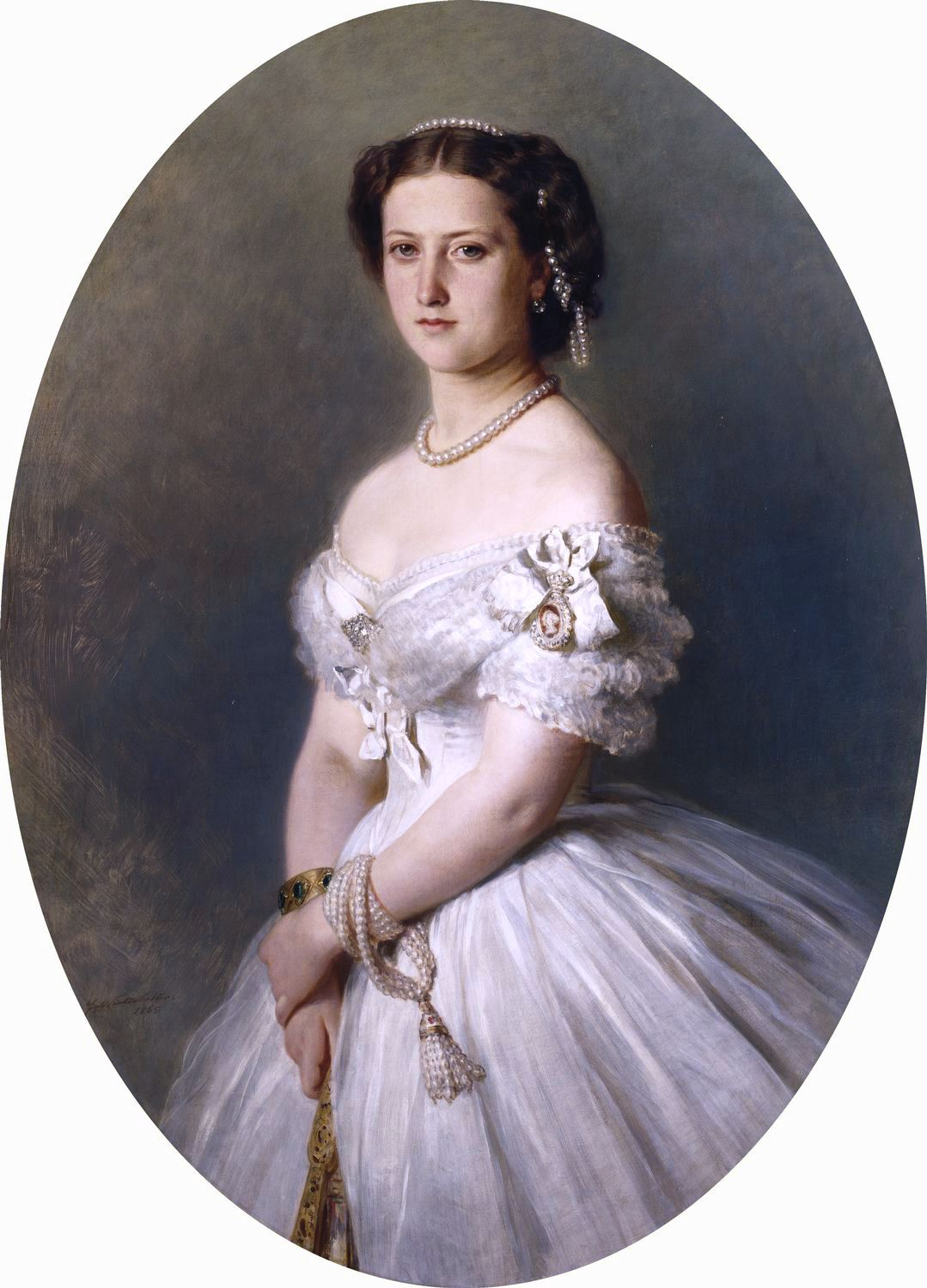
Портрет пензля Ф. К. Вінтерхальтера, 1865, Королівська колекція

Королева повністю віддалилася від суспільного життя. Її неофіційним секретарем на наступні півроку стала старша із доньок, що залишалися в Англії, — Аліса. Роль її помічниці виконувала Луїза, оскільки Єлену Вікторія вважала надто емоційною, бо принцеса не здатна була надовго втриматися від сліз. Втім, після одруження Аліси у липні 1862 року, Єлена почала виконувала дрібні доручення, такі як написання листів, або просто складала матері компанію.
Через флірт принцеси із молодим гувернером її старшого брата, королева замислилася про вибір чоловіка для доньки. Єлену ще у п'ятнадцятирічному віці змальовували як дівчину товсту, неохайну, яка має подвійне підборіддя. До того ж її чоловік мав погодитися на проживання у Великій Британії, оскільки Вікторія не бажала розлучатися з донькою.
5 грудня 1865 року було оголошено про заручини Єлени з принцом Крістіаном Шлезвіг-Гольштейнським. Молоді люди познайомилися восени того року у Кобурзі на сімейному святкуванні. Шлюбний союз не був вигідним з політичного боку та викликав серйозні суперечки у королівській родині. Наречений доводився молодшим братом герцогу Фрідріху VIII Аугустенбурзькому, який претендував на герцогства Шлезвіг і Гольштейн, окуповані Пруссією. І, хоча спадкоємний принц Пруссії Фрідріх та його дружина Вікторія, сестра Єлени, підтримали кандидатуру Крістіана, це викликало лють міністра-президента Пруссії Отто фон Бісмарка. Разом з тим, герцогства вважала своїми Данія, і данська принцеса Александра, одружена з принцом Уельським, відреагувала на можливість даного шлюбу вкрай негативно. Її підтримали власне Альберт, а також інші сиблінги Єлени, Альфред та Аліса. Натомість, королева Вікторія палко підтримувала цей союз, оскільки довгі роки дружила з членами сім'ї Крістіана. Єлена також була сповнена рішучості вийти за принца, не лякаючись різниці у віці. Укладення союзу призвело до відчуження Єлени та королеви Вікторії з принцесою Уельською.

### Шлюб

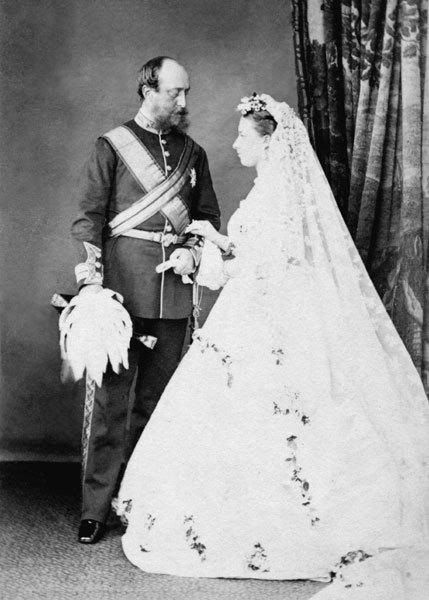
Єлена та Крістіан у день весілля

5 липня 1866 року відбулося вінчання 20-річної Єлени та 35-річного Крістіана. Церемонія була проведена у приватній каплиці Віндзорського замку. На відміну від весілля принцеси Аліси, вінчання Єлени стало радісною подією, незважаючи на раптову відсутність герцога Кембриджського через подагру.
Медовий місяць молодята провели у Парижі, Інтерлакені та Генуї. Спочатку планувалося провести частину часу у фамільному замку Аугустенбургів у Гростені, однак прусський король, за порадою Бісмарка, заборонив парі приїзд. Королева Вікторія сприйняла поведінку Вільгельма I як грубу образу і домоглася, аби кронпринц показав батькові обурений лист від неї.
Посаг Єлени становив 30000 фунтів стерлінгів. Також подружжю була надана рента від парламенту у розмірі 6000 фунтів. Окрім цього, Вікторія дарувала парі 100000 фунтів, які виплачувалися по 4000 на рік.
Після повернення подружжя оселилося у маєтку Камберленд Лодж у Великому Віндзорському парку. Крістіану королева надала почесну посаду рейнджера парку. У шлюбі народила п'ятеро  дітей. Сімейство вело тихе родинне життя. Маючи не надто багато обов'язків, пара мала досить часу, аби присвячувати його дітям. Крістіан особисто навчав їх німецької мови. Єлена та її найменша сестра Беатріса, як і планувалося, проживали неподалік від матері та виконували її доручення. Старша брала на себе справи, яка Беатріса не встигала виконувати. У більш пізні роки Єлені допомагала старша донька, якій королева диктувала щоденник наприкінці життя.

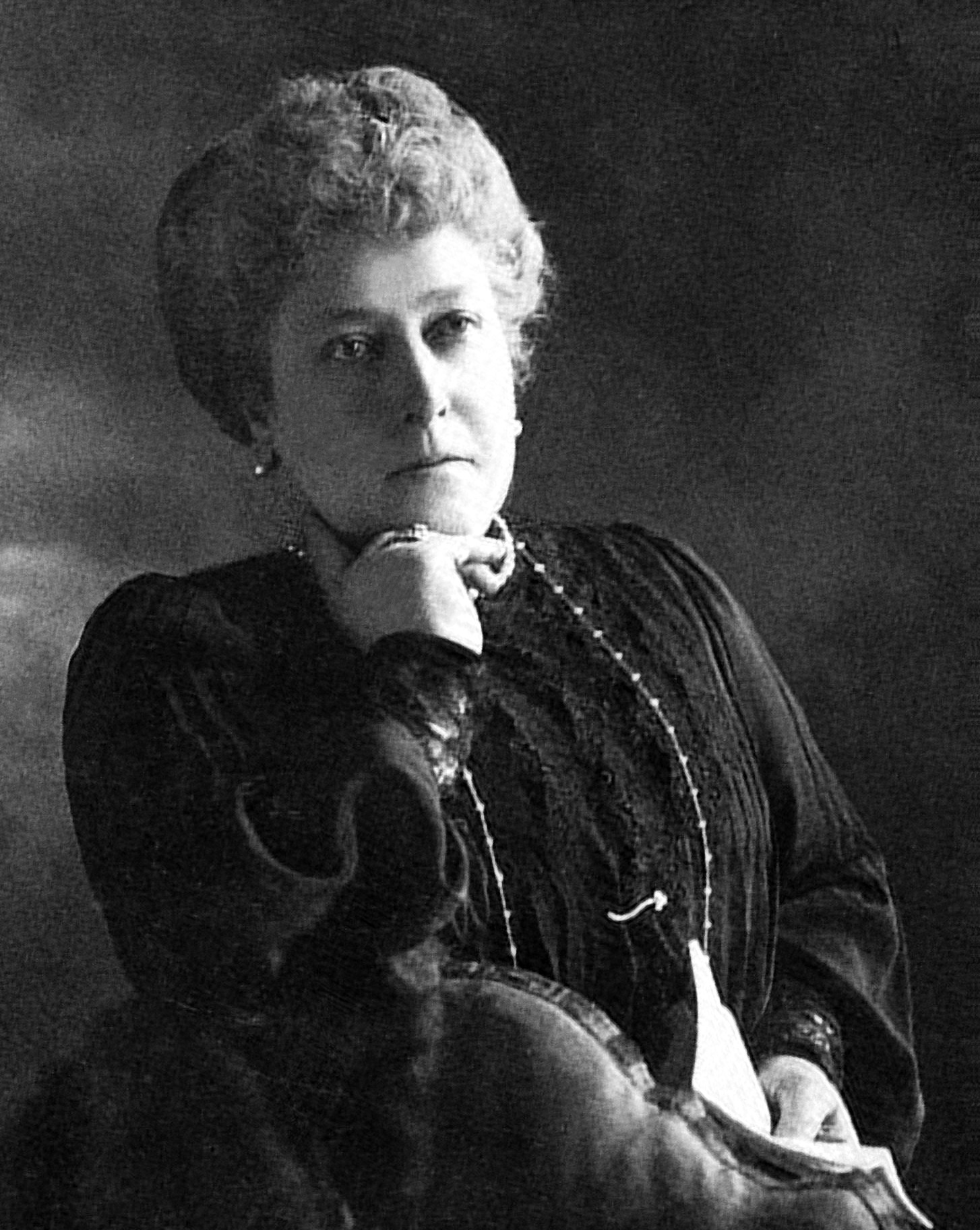
Світлина близько 1910 року

Окрім іншого, займалася перекладами. Так, вона переклала батьківські листи з німецької мови на англійську, за відгуками Чарльза Грея, автора автобіографії принца Альберта, «надзвичайно точно». У 1887 році опублікувала переклад «Спогадів про Вільгельміну, маркграфиню Байройтську».
Після смерті матері у 1901 році Єлена рідко бачилася із сиблінгами. Зокрема, нова королева Александра не запрошувала зовиць до палацу, про що свідчив 1-й маркиз Карісбрук. 1902 року подружжя переїхало до Шомберг-хаусу за адресою вулиця Пел-Мел 77–78, Лондон.
Принцеса продовжувала брати участь у діяльності численних благодійних організацій.
Була покровителькою Асоціації молодих християнських жінок та Національного товариства щодо запобігання жорстокому поводженню з тваринами та дітьми. Брала активну участь у просуванні рукоділля та стала першою президентом Школи художнього рукоділля, заснованої у 1872 році. У 1887 році очолила «Асоціацію британських медицинських сестер». На відміну від Флоренс Найтінгейл, виступала за реєстр медсестер. Зрештою, в асоціації було погоджено створення простого списку медсестер, а не офіційного реєстру. Під час Першої світової війни, незважаючи на похилий вік, відвідала безліч лікарень як голова асоціації.
Намагаючись допомогти дітям і безробітним, почала давати безкоштовні обіди у Віндзорській ратуші. Головувала на двох благодійних обідах у лютому та березні 1886 року та організувала роздачу понад 3000 безкоштовних вечерь під час суворої зими того року. Це сприяло її великій популярності серед простого люду.
Єлена стала першим членом королівської родини, що відсвяткував золоте весілля. Втім, Крістіан невдовзі пішов з життя у віці 86 років.
Навесні 1923 року перехворіла грипом, а наприкінці травня перенесла тяжкий серцевий напад. Померла у резиденції Шомберг-хаус 9 червня 1923 року. Була похована у каплиці Святого Георгія у Віндзорського замку. 23 жовтня 1928 року тіло принцеси перепоховали у королівській усипальниці у Фрогморі.

## Кіновтілення
- Амані Зардо грає принцесу Єлену у британському кінофільмі 2017 року «Вікторія та Абдул» режисера Стівена Фрірза[6].

## Родина
Чоловік —  Крістфан Шлезвіг-Гольштейнський
Діти:
- Крістіан Віктор (1867—1900) — майор британської армії, одруженим не був, дітей не мав;
- Альберт (1869—1931) — титулярний герцог Шлезвіг-Гольштейну у 1921—1931 роках, одруженим не був, мав позашлюбну доньку;
- Єлена Вікторія (1870—1948) — одружена не була, дітей не мала;
- Марія Луїза (1872—1956) — дружина принца Аріберта Ангальтського у 1891—1900 роках, дітей не мали;
- Харальд (12—20 травня 1876) — прожив 8 днів.